# Ахметов, Дамир Рахмиевич
Дамир Рахмиевич Ахметов (тат. Әхмәтов; род. 1936) — советский работник сельского хозяйства, Герой Социалистического Труда.

## Биография
Родился 17 августа 1936 года в деревне Хузеево Сармановского Татарской АССР. Дамиру рано пришлось стать кормильцем семьи, так как в Великую Отечественную войну погиб его отец.
Окончив местную школу, он поступил в Набережно-Челнинскую школу механизации и стал работать в Тлянче-Тамакской МТС. В 1956—1959 годах находился на службе в Советской армии, где был заместителем командира взвода.
Уволившись в запас, Дамир Ахметов работал слесарем и комбайнером в колхозе «Магариф», затем вернулся в МТС — здесь показывал образцы труда на уборке хлеба. В 1964 году он занял второе место среди комбайнеров района, а в последующие три года держал первенство, доводя намолоты зерна за сезон до 10-12 тысяч центнеров. В 1967 году был направляют на курсы по подготовке руководящих кадров при Казанском сельхозинституте, став после их окончания агрономом. Был членом КПСС, избирался секретарем парторганизации колхоза «Ленинче». С 1969 по 1985 годы Дамир Рахмиевич возглавлял колхоз «Урняк» Сармановского района. По состоянию здоровья оставил свой пост и был избран председателем Муртыш-Тамакского сельсовета.
Вёл общественную работу — более 30 лет был депутатом райсовета, избирался членом Татарского областного совета профсоюзов, делегатом XIV съезда профсоюзов СССР. Выйдя на пенсию, Д. Р. Ахметов был председателем местного совета ветеранов и членом правления КП «Урняк».

## Награды
- В 1966 году Д. Р. Ахметову было присвоено звание Героя Социалистического Труда с вручением ордена Ленина (за рекордную выработку на обмолоте хлебов).
- Также награждён орденом Трудового Красного Знамени (1976) и медалями — «За доблестный труд. В ознаменование 100-летия со дня рождения В. И. Ленина», «Ветеран труда», «50 лет Вооруженных сил СССР».